# Marek Bankowicz
Marek Andrzej Bankowicz (ur. 18 listopada 1960 w Krakowie) – polski politolog, ekspert ds. systemów politycznych i wyborczych. Kierownik Katedry Współczesnych Systemów Politycznych i Partyjnych Instytutu Nauk Politycznych i Stosunków Międzynarodowych Uniwersytetu Jagiellońskiego. 

## Życiorys
W 1984 ukończył studia w zakresie nauk politycznych na Uniwersytecie Jagiellońskim. Od 1984 pracował w Instytucie Nauk Politycznych i Stosunków Międzynarodowych na Wydziale Stosunków Międzynarodowych UJ. W latach 80. publikował w pismach podziemnych („Promieniści”, „Bez dekretu”, „Tumult” – pod pseudonimami Dominik Lan i Jan Wer) oraz emigracyjnych („Kontakt” – pod pseudonimem Pankracy Kontrar). Doktoryzował się w 1990 na podstawie pracy System polityczny Republiki Singapuru (promotor: Marian Grzybowski). Habilitację uzyskał w 1999 na podstawie opracowania Systemy władzy państwowej Czechosłowacji i Czech.  22 listopada 2007 prezydent Lech Kaczyński wręczył mu nominację profesorską. 
W latach 2002–2005 oraz 2008–2012 był prodziekanem Wydziału Studiów Międzynarodowych i Politycznych UJ. Wykładał również w Wyższej Szkole Europejskiej im. Józefa Tischnera. W 2019 został wybrany przewodniczącym Rady Dyscypliny Nauki o polityce i administracji na Uniwersytecie Jagiellońskim.

## Wybrane publikacje
- Demokraci i dyktatorzy. Przywódcy polityczni współczesnego świata, Kraków 1993
- Kulisy totalitaryzmu. Polityczna teoria dyktatury proletariatu, Kraków 1996
- Systemy władzy państwowej Czechosłowacji i Czech. Studium instytucjonalno-polityczne, Kraków 1998
- Zlikwidowane państwo. Ze studiów nad polityką Czechosłowacji, Kraków 2003
- System polityczny Singapuru.Ewolucja historyczna i teraźniejszość, Kraków 2005
- Demokracja. Zasady, procedury, instytucje, Kraków 2006
- Zamach stanu. Studium teoretyczne, Kraków 2009
- Transformacje konstytucyjnych systemów władzy państwowej w Europie Środkowej, Kraków 2010
- Niedemokratyzmy, Kraków 2011
- Coup d'État. A Critical Theoretical Synthesis, Frankfurt am Main-Berlin-Bern-Bruxelles-New York-Oxford-Wien 2012
- Prezydentury, Kraków 2013
- Krytycy marksizmu, Kraków 2014
- Demokracja według T.G. Masaryka, Kraków 2015
- Maestro politologii. Eksploracje polityki Giovanniego Sartoriego, Kraków 2018
- Bohemiada konstytucyjna. Systemy ustrojowe w konstytucjach Czechosłowacji, Czech i Słowacji, Kraków 2025
- The Political Scholarship of Giovanni Sartori: Beyond All Conventions, Cham 2025 (z Michalem Kubátem)